# Anpan

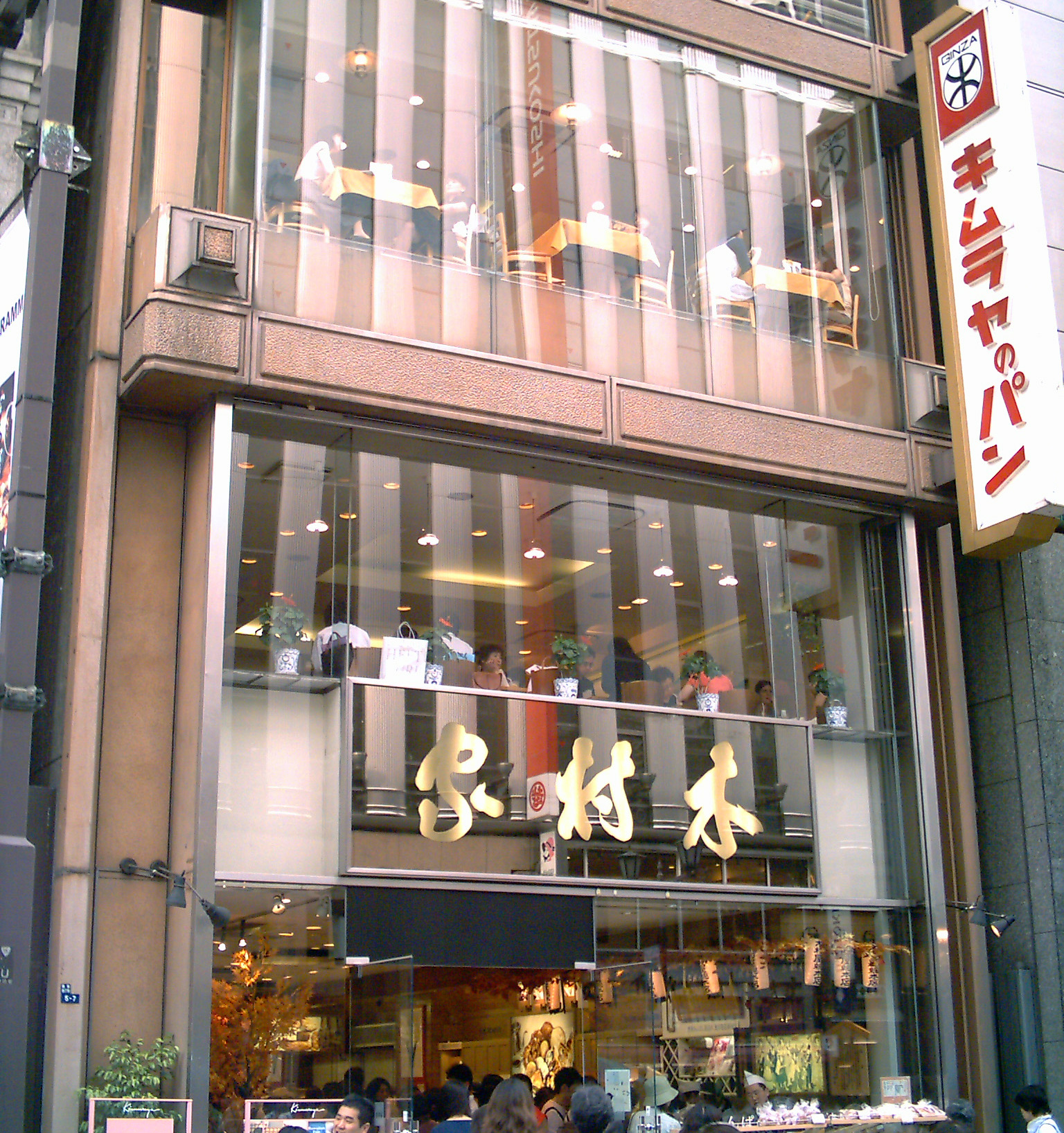
Kimuraya, Ginza

Anpan of An Pan (Japans: あんパン) is een Japans zoet broodje gevuld met anko (rodebonenpasta).

## Geschiedenis
Het gerecht werd gecreëerd einde negentiende eeuw tijdens de Meijiperiode. Tijdens de Meiji-restauratie werd de samoeraiklasse afgeschaft in het voordeel van een leger op westerse leest. Een samoerai genaamd Yasubei Kimura kwam zonder werk te zitten en startte de bakkerij Bun'eidō (文英堂). In 1874 verhuisde hij naar Ginza en herbenoemde de bakkerij Kimuraya (木村屋). Op dat moment was brood in Japan vrij onbekend en het enige recept voor het maken van brood gaf een zout en zuur smakend brood, ongeschikt voor de Japanse smaak. Hij bedacht een recept om brood als een traditioneel Japans gebak te maken met het gebruik van sakadanegist en gevuld met zoete rodebonenpasta. Dit broodje werd verkocht als snack en werd al snel heel populair in Japan.